# Alise-Sainte-Reine

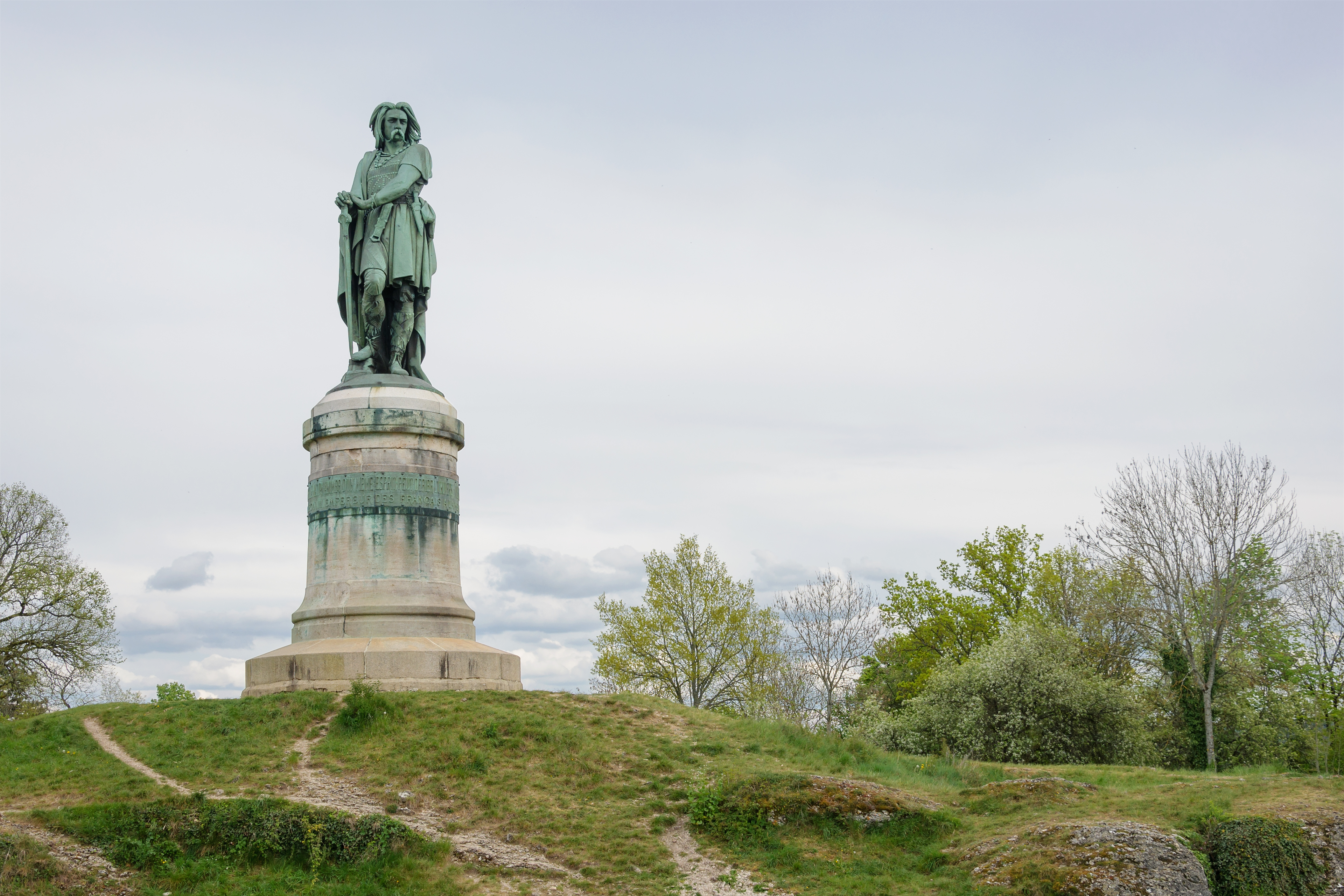
Pomnik Wercyngetoryksa

Alise-Sainte-Reine – miejscowość i gmina we Francji, w regionie Burgundia-Franche-Comté, w departamencie Côte-d’Or.
Według danych na rok 1990 gminę zamieszkiwało 667 osób, a gęstość zaludnienia wynosiła 174 osoby/km² (wśród 2044 gmin Burgundii Alise-Sainte-Reine plasuje się na 358. miejscu pod względem liczby ludności, natomiast pod względem powierzchni na miejscu 1297.).

## Historia
Na terenie obecnej miejscowości mieścił się starożytny gród Alezja, miejsce bitwy pod Alezją stoczonej w 52 roku p.n.e. przez wojsko pod wodzą Juliusza Cezara przeciw Galom pod wodzą Wercyngetoryksa.

## Znane osoby związane z miejscowością
- Wiktor Feliks Szokalski